# Amerotyphlops reticulatus
Amerotyphlops reticulatus är en ormart som beskrevs av Carl von Linné 1758. Amerotyphlops reticulatus ingår i släktet Amerotyphlops och familjen maskormar. Inga underarter finns listade i Catalogue of Life.
Denna orm förekommer i centrala och norra Brasilien samt i angränsande områden av Bolivia, Peru, Ecuador, Colombia, Venezuela och regionen Guyana. Arten lever i låglandet och i bergstrakter upp till 850 meter över havet. Den vistas i gräsmarker, skogar och buskskogar. Amerotyphlops reticulatus gräver i lövskiktet och i det översta jordlagret. Den har främst myror som föda. Honor lägger ägg.
För beståndet är inga hot kända. Hela populationen anses vara stabil. IUCN kategoriserar arten globalt som livskraftig.